# Casa Mossèn Pere Oliveras
La casa Mossèn Pere Oliveras era un edifici situat al carrer de Sants, 214 de Barcelona, catalogat com bé d'interès documental (categoria D) i enderrocat l'any 2013.

## Història
Va ser construïda el 1864, i el 1923 va ser adquirida per Pere Oliveras Matavera, que l'any següent en va fer reformar la façana.
El 1923 hi va néixer el seu fill Pere Oliveras Lapostolet, un personatge que es va fer popular a Sants als anys 1950 amb el sobrenom del «mossèn dels pobres» gràcies al seu treball amb gent amb risc d'exclusió social. El 19 de desembre del 1956, un decret del bisbe de Barcelona Modrego va crear l'Associació Obra de Formació i Orientació Religioso-Social (OFORS), dedicada al treball social i que hi tenia la seu. OFORS va funcionar fins a l'any 2007, quan amb la mort de mossèn Pere Oliveras Lapostolet l'associació es va dissoldre, passant al control del Secretariat Diocesà de Caritat.
L'any 2013, la casa va ser enderrocada, fet que va produir una protesta veïnal.